# Гришино (Ржевский район)
Гришино  — деревня в Ржевском районе Тверской области. Входит в состав сельского поселения «Хорошево».

## География
Находится в южной части Тверской области на расстоянии приблизительно 8 км по прямой на северо-запад от вокзала станции Ржев-Балтийский.

## История
Деревня была отмечена ещё на карте 1825 года. В 1859 году здесь (деревня Ржевского уезда Тверской губернии) было учтено 7 дворов, в 1939—22.

## Население
Численность населения: 58 человек (1859 год), 0 в 2002 году, 1 в 2010.